# Meldos

Mapa de los pueblos galos.

Los meldos (en latín, Meldi; en griego, Μέλδαι) fueron un pueblo celta de la Galia Celta o Lugdunense, cuyo territorio se situaba en la actual región de Isla de Francia, en las orillas del Marne. Tenían como capital Iantium, que con el tiempo dio lugar a la villa de Meaux, a la que de esta forma dieron su nombre. Los menciona Claudio Ptolomeo. Eran vecinos de los parisios y de la región del Marne (Matrona) pero el texto de Ptolomeo es muy confuso. Tenían como vecinos a los suesiones –de los que habrían sido clientes— al norte, los parisios al oeste, los senones al sur y los catalaunos al este. César también los menciona y dice que en el año 54 a. C. cuando fue a Icio (Portus Itius) encontraron allí todos los barcos que se habían construido en el invierno excepto los que se habían hecho en el país de los meldos, y parece indicar que se situaban al noreste, en la región de Brujas en la moderna Maldeghem (Comentarios a la guerra de las Galias, libro V.5).